# Butch Wedin
Robert Carl „Butch“ Wedin (* 22. November 1940 in Iron Mountain, Michigan) ist ein ehemaliger US-amerikanischer Skispringer, der an den Olympischen Winterspielen 1960 teilnahm.

## Werdegang
1960 wurde er Skisprungmeister der Vereinigten Staaten im Juniorenbereich und nahm im selben Jahr an den Olympischen Winterspielen in Squaw Valley teil und wurde 32. Platz.
2008 wurde er in die American Ski Jumping Hall of Fame aufgenommen.

## Privates
Sein Schwiegersohn Alois Lipburger war ebenfalls Skispringer und trat für Österreich an und gewann bei den nordischen Skiweltmeisterschaften 1978 die Silbermedaille von der Großschanze.